# Lemnosz nemzetközi repülőtér
A Lemnosz nemzetközi repülőtér (IATA: LXS, ICAO: LGLM) Görögország egyik nemzetközi repülőtere, amely Limnosz szigeten található. Éves utasforgalma 124 089 fő (2022). Üzemeltetője a Hellenic Civil Aviation Authority.

## Futópályák
A repülőtér futópályái:
- 04/22

## Forgalom
Az utasforgalom az elmúlt években az alábbi módon változott:
| Utasok száma | 81 201 | 92 964 | 99 491 | 87 232 | 86 153 | 93 612 | 110 855 | 61 723 | 77 574 | 124 089 |
|              | 2013   | 2014   | 2015   | 2016   | 2017   | 2018   | 2019    | 2020   | 2021   | 2022    |

## Légitársaságok és úticélok
2024-ben a Lemnosz nemzetközi repülőtérről az alábbi járatok indulnak (Utoljára frissítve: 2025-02-9):
| Légitársaság                    | Célállomások                                                                 |
| ------------------------------- | ---------------------------------------------------------------------------- |
| Aegean Airlines                 | Athens                                                                       |
| Braathens International Airways | Szezonális charter: Koppenhága Stockholm–Arlanda                             |
| Enter Air                       | Szezonális charter: London--Gatwick                                          |
| Olympic Air                     | Ikaria, Thessaloniki                                                         |
| Ryanair                         | Athens (kezdődik 2025 május 1-től), Thessaloniki (kezdődik 2025 május 2-től) |
| Scandinavian Airlines           | Szezonális charter: Oslo                                                     |
| Sky Express                     | Athens, Chios, Mytilene, Rhodes, Samos                                       |
| Smartwings                      | Szezonális charter: Prága                                                    |